# Икинь
Икинь (Икен, Экень; баш. Икен, из башкир. архаич. икен «от ике `два` и ин `метка, знак, тамга, тавро`») — река в России, протекает в Архангельском районе Республики Башкортостан, Ашинском районе Челябинской области. Устье реки находится в 46 км по правому берегу реки Лемеза. Длина реки составляет 34 км.

## Гидрография
Фактическая длина реки — 52 километра. Икинь — картографическая реалия, отображающая слияние рек Малый Икень и Большой Икень, а фактически ручей Малый Икень справа впадает в Икинь. Сама река Икинь образует два ручья — Нижний и Верхний Икень, откуда и башкирское название. Водораздел находится в районе горы Генеральская, откуда начинается масса небольших речек Ашинского района — Кысык, Трамшак, Атя. Площадь водосборного бассейна — 222 км².
Главный приток Икиня в верхнем течении — Ямашта (с башкирского «злая», что обусловлено бешеным норовом её в большую воду). Икинь впадает в реку Лемеза справа в деревне Верхние Лемезы. Близ реки находится одноимённая пещера.
Когда-то на Икине стоял посёлок лесорубов Икень, и к нему со стороны Аши шла узкоколейная железная дорога. В настоящее время сохранилась только насыпь.
Икень (Икинь) — часть туристического маршрута от поселка Сухая Атя до водопада Атыш.

## Биология
Лес в районе Икиня сильно пострадал от вырубок и в настоящее время восстанавливается.
В долине реки водится растение из Красной Книги Среднего Урала и Республики Башкортостан Allium microdictyon Prokh. (=A. victorialis auct. non L.) лук мелкосетчатый (черемша).

## Данные водного реестра
По данным государственного водного реестра России относится к Камскому бассейновому округу, водохозяйственный участок реки — Сим от истока и до устья, речной подбассейн реки — Белая. Речной бассейн реки — Кама.
Код объекта в государственном водном реестре — 10010200612111100019386.